# Hermes (Raumfähre)
| Raumfähre Hermes (Projekt eingestellt) | Raumfähre Hermes (Projekt eingestellt) |
| -------------------------------------- | -------------------------------------- |
|                                        |                                        |
| Orbiter                                |                                        |
| Länge                                  | ≈ 19 m                                 |
| Startmasse (maximal)                   | 21.000 kg                              |
| Nutzlast in LEO                        | 3.000 kg                               |
| Einsatzhöhe                            | bis 500 km                             |
| Besatzung                              | 3 Personen                             |
| Trägerrakete                           | Ariane 5                               |

Hermes war ursprünglich ein Projekt der französischen Weltraumorganisation (CNES) für eine bemannte Raumfähre zu Versorgungsflügen in erdnahe Umlaufbahnen (LEO). Aufgrund steigender Entwicklungskosten wurde das Projekt 1987 durch die Europäische Weltraumorganisation (ESA) weitergeführt. Das Projekt wurde im November 1992 eingestellt, nachdem sich die finanziellen und politischen Voraussetzungen geändert hatten.
Hermes sollte an der Spitze einer Ariane 5 ins All gestartet werden und bestand aus zwei Modulen: dem Ressourcenmodul, das vor dem Wiedereintritt in die Atmosphäre abgetrennt wird, und der Raumfähre selbst, die analog dem Space Shuttle landen sollte. In der letzten Planungsversion, vor Beendigung des Projekts, sollte Hermes drei Astronauten und drei Tonnen Nutzlast transportieren. Die Gesamtmasse beim Start hätte 21 Tonnen betragen, was als maximale Nutzlast einer Ariane-5-Plus angesehen wurde.
Hermes ist der Name des Boten von Zeus, aus der griechischen Mythologie, und der Schutzgott des Verkehrs und der Reisenden. Hermes beförderte auch die Seelen der Toten in die Unterwelt.

## Historische Entwicklung
Die Entwicklung der Raumfähre Hermes kann in zwei Abschnitte unterteilt werden. Der erste Abschnitt beinhaltet die Entwicklungsarbeiten im nationalen Rahmen durch die Französische Raumfahrtagentur (CNES) und der zweite Abschnitt berücksichtigt die darauf folgende europäische Zusammenarbeit.

### Französische Entwicklungsarbeiten
1977 führte die französische Raumfahrtagentur (CNES) eine erste Machbarkeitsstudie für ein bemanntes Raumflugzeug namens Hermes durch. Die weiteren Jahre brachten erhebliche Erfolge mit der Ariane 1 (Erstflug 1979) und der Wahl der NASA, zwei Spacelab-Module für den Flug mit dem Space Shuttle bauen zu lassen, was die Planung entsprechend ermutigte. Anstelle eines Mini-Raumgleiters auf einer Ariane 4 (3 Mann Besatzung mit 0,4 t Fracht) schwenkte man 1978 auf die in Entwicklung befindliche Ariane 5 um. Die Konzeption sah 1984 die folgenden Parameter vor:
| Besatzung:    | 4–6 Personen |
| Nutzlast:     | 4.500 kg     |
| Trägerrakete: | Ariane 5     |
| Masse:        | 15 t         |

Anfang 1985 begannen die beiden Unternehmen Aérospatiale und Dassault-Breguet Vorschläge für Hermes der CNES zu unterbreiten. Den Vertrag erhielt Ende 1985 die Firma Aérospatiale, wohingegen Dassault-Breguet für das Aerodynamische Design verantwortlich war. Aufgrund der geschätzten Gesamtkosten von 1,9 Mrd. US-$, inklusive der 1,1 Mrd. US-Dollar für die Entwicklung und den Bau von zwei Raumgleitern, begann die CNES für das Projekt auf europäischer Ebene zu werben.

### Europäische Zusammenarbeit
Als die ESA im Mai 1986 startete, wurden die Kosten der Studienphase B2 auf 1,5 Mrd. US-$ für die Entwicklung von Hermes geschätzt. Dieser wurde als bemannter Zugang zum Columbusmodul angesehen. Alle drei Projekte, Hermes, Columbus und Ariane 5, wurden 1987 von der ESA genehmigt und sollten als Beitrag zum Ausbau der Infrastruktur für die Internationale Raumstation dienen.
Hermes und Columbus waren in zwei Phasen unterteilt. Phase 1 beinhaltet die Konzeption und die Vor-Entwicklungsarbeiten und Phase 2 umfasst den Abschluss der Entwicklung, die Herstellung und den Betriebsbeginn.

#### Phase 1Konzeption und Entwicklungsbeginn
Nach der Challenger-Katastrophe wurde es für notwendig erachtet, eine Evakuierungskapsel zum Schutze der Astronauten zu integrieren. Dementsprechend musste die Anzahl der Sitze von sechs auf drei verringert werden. Dieses System wurde später durch Schleudersitze ersetzt, mit denen weiteres Gewicht eingespart werden konnte. Diese ermöglichen eine Evakuierung der Besatzung bis zu einer maximalen Höhe von 22 bis 29 km. Weiterhin wurde die Nutzlast auf 3 t beschränkt und der Frachtraum wurde als nicht öffnend konzipiert. Damit wurde auf die Möglichkeit verzichtet, Satelliten in den Orbit auszusetzen. Auch das Ressourcenmodul, das als Adapter zur Ariane-5 angesehen wurde, sollte vor dem Eintritt in die Erdatmosphäre abgetrennt werden, so dass ein neues Modul vor jedem Start angebaut werden muss.
| Besatzung:    | 3 Personen |
| Nutzlast:     | 3.000 kg   |
| Trägerrakete: | Ariane 5   |
| Masse:        | 21 t       |

Die Phase 1 war bis Ende 1991 noch nicht abgeschlossen, als sich die politischen Rahmenbedingungen erheblich änderten. Der Eiserne Vorhang fiel und der Kalte Krieg endete. Des Weiteren stiegen auch die Kosten für Hermes und Columbus in die Höhe und das Gewicht von Hermes stieg auf 21 t. Als Konsequenz entschied die ESA, eine einjährige Nachdenkpause einzulegen, um zu untersuchen, ob es für Europa immer noch sinnvoll wäre, eine eigene Raumfähre und Raumstation zu bauen, und ob sich neue Partner finden ließen, mit denen man Kosten und Entwicklung teilen könnte.
Offiziell wurde die Phase 1 Ende 1992 nach der einjährigen Pause abgeschlossen.

#### Phase 2Abschluss der Entwicklung, Herstellung und Betriebsbeginn
Diese Phase wurde nie richtig begonnen, weil sich die ESA und die russische Raumfahrtbehörde RKA (heute Roskosmos) auf eine Kooperation bei zukünftigen Starts und beim Austausch der Raumstation Mir verständigten. Wirtschaftliche Bedenken hinderten die RKA aber daran, ernsthaft Anstrengungen für das Raumfahrtprogramm zu unternehmen. Zu dieser Zeit hatte sich die ESA aber bereits von der Entwicklung eines Gleitersystems, wie es für Hermes benötigt wurde, abgewandt und sich auf das Kapselsystem konzentriert, wie es das russisch-europäische Projekt verlangte.
Als die RKA, die ESA und die NASA sich schließlich gemeinsam daran machten, die Internationale Raumstation zu bauen, entfiel die Notwendigkeit, ein europäisches Transportsystem zu bauen, da sowohl Russland als auch die USA über ausreichende Transportkapazitäten verfügten. Dementsprechend entschied die ESA, das Hermes-Projekt aufzugeben. Kein Teil von Hermes wurde je gebaut, jedoch flossen die gemachten Erfahrungen in andere ESA-Projekte ein, so in das Labormodul Columbus und den „European Retrievable Carrier“ EURECA, der 318 Tage im All blieb. Die Konzeptionierung der Ariane 5 wurde entsprechend für den Transport von Satelliten optimiert.
Das Budget von Hermes für 1993–98 wurde auf 405 Mio. US-$ gesenkt und für anderweitige Studien ausgegeben. Bis zur „Beendigung“ des Projektes wurden insgesamt 2 Mrd. US-$ investiert.

## Weitere Entwicklungen
Nach 1992 wurden die Entwicklungen auf folgenden Projekten fortgesetzt:
- das Crew Return Vehicle (CRV) für bis zu acht Astronauten (eingestellt);
- zwei konische bzw. bikonische Rettungsfahrzeuge (Rescue Vehicle RV and Crew Rescue Vehicle CRV) (eingestellt)
- der Atmospheric Reentry Demonstrator (ARD), eine an Apollo erinnernde Kapsel mit 2,8 m Durchmesser und 2 m Höhe von 2800 kg zum Studium des Wiedereintritts, 1998 auf Ariane 5 geflogen;
- das Crew Space Transportation System (CSTS), entwickelt in Zusammenarbeit mit Roskosmos und der japanischen Raumfahrtagentur (2008 eingestellt);
- das Intermediate eXperimental Vehicle IXV (Erstflug erfolgreich am 11. Februar 2015)
- das DC4EU-Projekt (Dream Chaser for European Utilization) untersucht, ob und wie Europa die Dream Chaser Technologie speziell auch für die Startmöglichkeiten mit der Ariane 5 nutzen könnte.